# Hebridák
A Hebridák kiterjedt, változatos szigetcsoport Skócia partjaitól nyugatra a Kintyre-félszigettől (Cantire-félsziget) a Wrath-fokig mintegy 500 szigettel, amelyek nagy többsége lakatlan. Geológiailag a Brit-szigetek legősibb kőzeteiből áll; a prekambriumi átalakult kőzetek között harmadidőszaki magmatitok fordulnak elő.
Nevüket állítólag a Plinius Naturalis Historiájában előforduló „Hebudes” rontott átiratából kapták; régebben Innis-Gailnak is hívták őket. Teljes területüket a 19/20 század fordulóján 7285 km²-re tették, modern (2019-es) adatok szerint 7186 km² (Külső Hebridák 3056, Belső Hebridák 4130).
A legnagyobbak:
- Lewis 1938 km²,
- Skye 1386 km²,
- Mull 856 km²,
- North Uist 306 km²,
- South Uist 329 km²,
- Jura 207 km²,
- Islay 142 km².

## Természeti viszonyaik

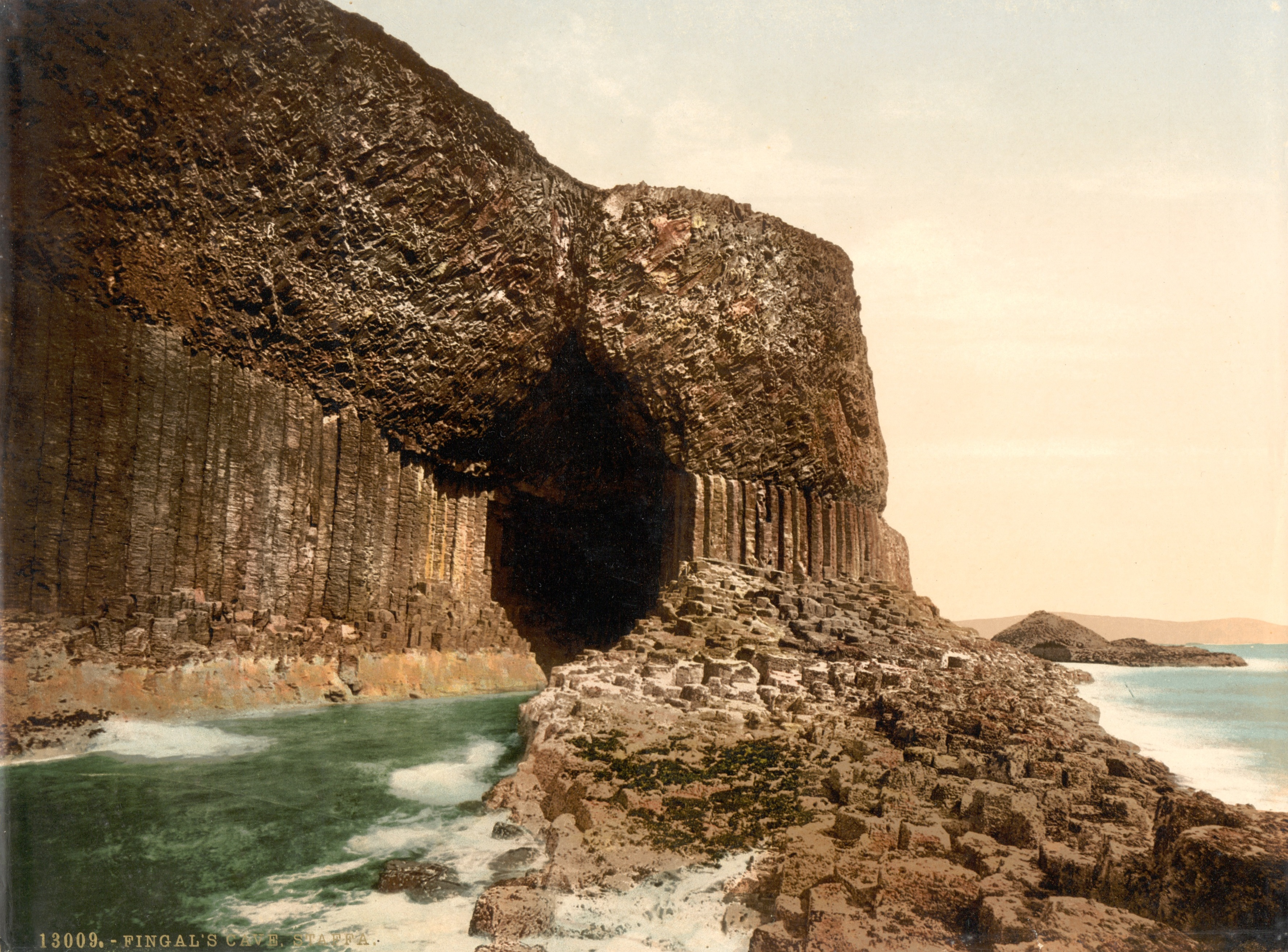
A Fingal-barlang bejárata

## Természetföldrajzuk
A szigetek két nagy csoportja az északi szélesség 57° 42' és 55° 53 közötti Belső- és a szárazföldtől távolibb, az északi szélesség 56° 45' és 54° 30' között elterülő Külső-Hebridáké. Ezeket északon a Minch, délen a Hebrida-tenger, a kettő között a Kis-Minch választja el. A Belső-Hebridák 36 lakott szigete közül a fontosabbak:
- Islay — termékeny földekkel és gazdag érclelőhelyekkel,
- Jura — a földtörténeti kor névadója,
- Skye — a legnagyobb,
- Mull,
- Raasay,
- Staffa a hires Fingal-barlanggal,
- a Small-szigetek,
- Ulva,

továbbá:
- Cana,
- Rum,
- Eig (Egg) szép bazaltoszlopokkal,
- Muke,
- Coll és
- Tiree,
- Gigha,
- Arran és
- Bute;.

Islay és Jura között alakult ki a Coirebhreacain nevű veszedelmes tengerörvény.
A vonulat északi vége a Lewis déli részével egy vonalban, közvetlenül a skót partok előtt fekvő és apró szigetekből álló (a mellékelt térképen be nem színezett) Ross és Cromarty szigetcsoport.
A skót partoktól körülbelül 70 kilométerre fekvő, 3056 knm² összterületű Külső-Hebridák lánca több mint 100 szigetből és sérszigetből áll; anyaguk ősi, töredezett gneisz. Ezek olyan szorosan vannak egymás mellett, hogy összefüggő szigetnek látszanak — ezért az egész csoportot együtt Hosszú szigetnek (Long Island) is nevezik. 15 sziget lakott, egyebek közt:
- Barra,
- Benbecula,
- Berneray,
- Lewis és Harris,
- North Uist,
- South Uist, és
- St. Kilda.

A Hebridákat néha Nyugati-szigetek (Western Isles) néven is említik; ez a név szűkebb értelemben csak a Külső-Hebridákat illeti meg.
A Hebridák valószínűleg a legismertebb skót szigetcsoport; nem utolsósorban Mendelssohn 1832-ben írt, azonos nevű nyitányának (Op.26.) köszönhetően. Néha hibásan Hebridáknak nevezik a Clyde-szigeteket, különösen Arrant is.

### Éghajlatuk
A Golf-áramlat hatásának köszönhetően az éghajlat enyhe és csapadékos. Az évi átlagos csapadék a külső ívben mintegy 2000, a skót partokhoz közel kb. 1100 mm/év. Gyakoriak a szélviharok, a köztes időben pedig a köd.

### Domborzatuk és vízrajzuk
A Kaledóniai-hegységrendszer erősen lepusztult rögeinek többsége mára dombsággá szelídült. A dombok közötti laposokban gyakoriak a tavak, amelyek jelentékeny része láppá alakult.

## Élőviláguk
Az erdők kivágása felerősítette a talajeróziót, ezért a terület alig 1/9-e művelhető; a többi kopár vagy tó. A sziklákon tengeri madarak fészkelnek.

## Történetük

### Őskor
A szigeteket a mezolitikumban népesítették be először, az északi félteke i. e. 6500 körüli felmelegedésének eredményeként. A neolitikumból számos építmény maradt fent, például az i. e. 3. évezredre datált callanishi állókövek. Prehisztorikus vadászok múmiáit találták meg Cladh Hallanban, ez az Egyesült Királyság egyetlen olyan bronzkori települése, ahol ilyen múmiákat találtak.

### Kelta kor

A Man-sziget és a Hebridák Királysága 1100 körül

A Külső-Hebridákat írásban először Pomponius Mela említi, ő az 1. században írta le egy hét szigetből álló csoport neveként a Haemodae szót. Idősebb Plinius a nevet Hebudes alakban használta. Más régi írók, mint Ptolemaiosz is megemlítették a sziget nevét. I. e. 55-ben a görög történész, Diodorus Siculus azt írta, hogy van egy sziget, aminek Hyperborea a neve (azt jelenti, „messze északon”), ahol egy kerek templom áll ott, ahol 19 évente a Hold nagyon közel látszik a Földhöz. Lehet, hogy ezzel a callanishi kőkörre utalt.
A 6. század előtt a szigeten élt emberekről keveset tudni. Részletes feljegyzések Szent Kolumba Ionára érkezése óta léteznek. Ö 565-ben keresztény hitre térítette a lakosságot és kolostort alapított a szigeten.

### Norvég uralom
A Hebridákat már a 9. század előtt elfoglalták a norvégok. A norvég törvényeket 1098-ban vezették be, amikor Edgár skót király átengedte a szigetcsoportot az oda kétszer is hadjáratot vezető III. Magnus norvég királynak, miután a norvégok már az az Orkney-szigeteket is meghódították.
A Belső- és Külső-Hebridák norvég uralma állandó háborúskodáshoz vezetett mindaddig, míg 1156-ban a Külső-Hebridák le nem váltak. A Külső-Hebridák a Man-sziget és a Hebridák Királysága fennhatósága alá tartoztak ezután is, de a Belső-Hebridák Somerled lord vezetése alá kerültek. Két évvel később Somerled lett az utolsó, aki a Man és a Szigetek királya címet viselte. Miután 1164-ben meghalt, Man uralkodói többé nem voltak befolyással a Belső-Hebridákra.

### Első skót uralom
1262-ben felkelés tört ki Skye szigetén, és ez arra késztette IV. Haakon norvég királyt, hogy személyesen rendezze az ügyet. 1263 végén Haakon nagy inváziós sereggel, mintegy 200 hajóval és 15 000 katonával kelt útra. A skót partoknál kitört vihar mintegy 40 hajót a partra vetett Loch Lomondnál. Végül csak egy kisebb csetepaté tört ki, amelyben a norvégok és Man szigeti szövetségeseik kisebb taktikai győzelmet arattak III. Sándor skót király erői fölött. A csata után a rossz időjárás miatt a norvégoknak vissza kellett hajózniuk Orkneyra. Ott Haakon áttelelt, majd a következő nyáron ismét útnak indult. Eztúttel sem sikerült döntő győzelmet aratnia, és decemberben meghalt. Fia, VI. Magnus fontosabbnak tartotta a békét a skótokkal, ezért lemondott Norvégiától túlságosan messze fekvő területekről. Az 1266-os perth-i egyezmény kimondta, hogy a Hebridáknak és a Man-szigetnek egyszeri 4000 márkát, valamint évente további 100 márkát kell fizetniük, Shetland és az Orkney-szigetek pedig továbbra is norvég uralom alatt maradnak.

### Függetlenség (1346–1540)
1346-ban egyik törzsfő sikeres függetlenségi harc őket után fölvette a Lord of Islands (a szigetek ura) címet.

### Második skót uralom
Az újra hatalomra skótok megszüntették az egységes közigazgatást. A 19. század végén a szigeteken Inverness, Ross, Argyle és Bute grófságok osztoztak.

### 20. század
A 19/20. század fordulóján a két szigetcsoportnak együtt mintegy 82 000 lakosa volt — főleg földművelők (crofters), halászok és állattenyésztők.

## Művészetek és nyelv

A skót gael nyelvet beszélők földrajzi megoszlása Skóciában a 2011-es népszámlálás szerint

A gael nyelvű skótok többsége a Hebridákon él, vagy innen származik. Sabhal Mòr Ostaig, a gael főiskola Skye és Islay szigeteken van. A nyelv különösen a Külső-Hebridákon életerős.
A Hebridák több művészeti ág képviselőit is megihlették, vagy itt éltek, laktak, mialatt valamelyik művüket alkották.
- A Hebridák vagy Fingal's Cave Felix Mendelssohn Bartholdy híres nyitánya, amit akkor írt, amikor a szigeteken tartózkodott.
- Sorley MacLean, a költő Raasay szigetén született.
- Iain Crichton Smith Lewison nőtt fel és Derick Thomson is itt született.
- William Wordsworth műve, a The Solitary Reaper a Hebridákon játszódik.
- A regényíró Compton Mackenzie Barra szigetén élt.
- George Orwell Jura szigetén lakott, amikor megírta 1984 című regényét.
- Henry Wadsworth Longfellow megemlíti a Hebridákat Seaweed című versében.
- Edgar Allan Poe említi a Hebridákat a The Valley of Unrest című versében és a Silence című novellájában.
- Enya egyik dala, az "Ebudæ" a Belső-Hebridák után kapta a címét (Ebudae latinul).
- Virginia Woolf regénye, a Világítótorony egy családi nyaraló története, ami Skye-on fekszik.

## Lakosságuk, gazdaságuk
A szigetek teljes lakosságát az 1910-es évek elején mintegy 50 000, 1995-ben 51 000, a 2020-as évek elején 45 000 főre becsülték.
Legnagyobb városaik:
- Stornoway (Lewison, 1995-ben 8700, a 2020-as évek első felében kb. 4800 lakossal),
- Tobermory (Mullön, a 2020-as évek első felében kb. 1000 lakossal),
- Bowmore (Islayn, a 2020-as évek első felében kb. 710 lakossal) és
- Portree LSkyeon, a 2020-as évek első felében kb. 2310 lakossal).[3]

A kevés termőföldön főleg zabot, krumplit és zöldségféléket termesztenek, a domboldalakon juhokat legeltetnek. A halászok leginkább heringet és makrélát fognak. A Külső-Hebridákon több évszázados hagyomány a kis-, illetve háziipari gyapjúszövés; messze földön nevezetes termékük a Harris tweed.

## Zászlajuk
A kék brit felségjelet egy fekete gálya (hagyományos evezős hajó) ábrája díszíti. A zászló repülőrészén elhelyezett hajó a tengerészeti hagyományokra, a lakosság legfontosabb járművére utal.

## Fordítás
Ez a szócikk részben vagy egészben  a   Hebrides című angol Wikipédia-szócikk ezen változatának fordításán alapul.  Az eredeti cikk szerkesztőit annak laptörténete sorolja fel. Ez a jelzés csupán a megfogalmazás eredetét és a szerzői jogokat jelzi, nem szolgál a cikkben szereplő információk forrásmegjelöléseként.